# Prezumtiv
În gramatică, prezumtivul este un mod verbal personal și predicativ care exprimă un proces realizabil, posibil, prezentat ca presupus, bănuit, ipotetic sau nesigur.
Acest mod este luat în seamă în majoritatea gramaticilor românești începând cu deceniul al V-lea al secolului al XX-lea, pe baza faptului că valorile cuprinse în definiția sa sunt exprimate, deși nu exclusiv, de unele forme verbale care au numai aceste valori. Printre gramaticile care nu consideră necesar să se delimiteze un mod prezumtiv este Coteanu 1982, cu argumentul că dintre formele folosite cu valoare de prezumtiv, unele sunt existente la alte moduri, altele ca forme perifrastice încadrabile la indicativ.
Dintre gramaticile limbilor romanice, numai cele ale limbii române iau în seamă acest mod, deși există la alte moduri forme, ca și în română folosite nespecific cu valori de prezumtiv, de pildă, în franceză, indicativul viitor anterior, ex. Paul n'est pas encore arrivé ; il aura oublié notre rendez-vous „Paul n-a sosit încă; o fi uitat de întâlnirea noastră”.
Modul prezumtiv mai este tratat ca atare și în gramatici ale limbii hindi, aproximativ cu valorile amintite.

## În limba română

### Formele de prezumtiv
Există mai multe forme de prezumtiv și diferențe între gramatici în a aprecia pe de o parte care aparțin unuia sau altuia dintre registrele de limbă, pe de altă parte care pot fi considerate identice cu forme specifice altor moduri, și care specifice numai prezumtivului.

#### Prezumtivul prezent
Există două forme de prezent la prezumtiv. Una dintre ele este tratată de Avram 1997 în cadrul indicativului viitor, ca variantă a formei acestuia considerată de registru elevat, chiar livresc, cu verbul auxiliar a vrea (ex. voi aduna). Această variantă are forme scurtate ale auxiliarului. Exemplu de conjugare:
| oi ăi o om ăți or | aduna |

Avram 1997 afirmă că această variantă este „folosită în limba vorbită, familiară, mai puțin cu valoare de viitor propriu-zis (valoare care există regional) și mai mult cu valoare de prezumtiv prezent sau măcar cu o nuanță de nesiguranță”. După Pană Dindelegan 2013, această formă tinde să se specializeze pentru prezumtiv.
Mai frecvente decât această formă sunt două cu verbul auxiliar a fi și verbul cu sens lexical la gerunziu. Una din ele este cu forma actuală elevată de viitor a lui a fi, existentă în limba veche cu valoare de viitor propriu-zis exprimând și modul de acțiune progresiv, ex. voi fi ieșind (Palia de la Orăștie). Exemplu de conjugare:
| voi vei va vom veți vor | fi văzând |

Aceasta este o formă specifică numai pentru prezumtiv, singura dată pentru prezent de către Bărbuță și Constantinovici 2019.
Varianta cu forma scurtată a auxiliarului a vrea, de limbă vorbită, este tot specifică pentru prezumtiv:
| oi ăi o om ăți or | fi cântând |

Această formă este singura dată pentru prezent de către Moldovan et al. 2001, care dă exemple numai la persoana a treia, la fel ca Pană Dindelegan 2013, care menționează că celelalte sunt mai puțin firești, dar totuși posibile.
Există forme folosite cu valoare de prezumtiv prezent și la alte moduri. Mai frecvent se întâlnește cu această valoare verbul a fi la conjunctiv prezent, ex. Așa să fie?. Mai rare sunt formele cu gerunziul verbului cu sens lexical la conjunctiv (să fi venind) și la condițional: Se spune că ar fi plecând și el.

#### Prezumtivul perfect
Forme de prezumtiv perfect sunt două, cu aceleași variante ale auxiliarului a fi ca cele de la prezent, și cu participiul verbului cu sens lexical. Varianta de registru elevat este aceeași ca cea de viitor anterior. Specifică prezumtivului perfect standard de limbă vorbită este numai cea cu forma scurtă a lui a vrea. Frecvența formelor personale este aceeași ca la prezent. Exemplu:
| voi/oi vei/ăi va/o vom/om veți/ăți vor/or | fi cântat |

Există forme folosite cu valori de prezumtiv perfect și la alte moduri:
- conjunctiv: Să fi plecat oare trenul?[13];
- condițional: ar fi venit[2].

### Valorile prezumtivului
Timpurile prezumtivului sunt folosite atât absolut (pentru predicatul unor propoziții independente sau principale), cât și relativ (pentru predicatul unor propoziții subordonate).
În propoziții și fraze interogativ-dubitative, prezumtivul exprimă incertitudinea privind realizarea unui proces: O fi știind el ce trebuie să facă?, Cine știe dacă ne vor fi căutat prietenii noștri.
În propoziții și fraze enunțiative exprimă în primul rând o presupunere referitoare la realizarea procesului exprimat de verb: Or fi plecat toți în concediu, Acum o dormi / o fi dormind, că nu văd lumină.
Prezumtivul mai apare și în construcții adversative, pentru o afirmație care vine dintr-o sursă externă și nu este asumată de vorbitor: O fi el simpatic, dar face multe prostii.

## În limba hindi
În această limbă, prezumtivul se formează cu verbul cu sens lexical la o formă de participiu care exprimă aspectul împreună cu modul de acțiune al verbului, precum și genul și numărul subiectului, și verbul auxiliar honā „a fi” la forma de viitor, care se acordă în gen, persoană și număr cu subiectul. Există forme la toate persoanele. Timpul în care este plasat procesul poate fi prezentul, trecutul sau viitorul (acesta fiind nefiresc din punct de vedere pragmatic), dedus din context sau dezambiguizat cu expresii care îl indică. Exemple:
- la aspectul imperfectiv și modul de acțiune habitual (acțiuni făcute în mod obișnuit): rāmu [pichle sāl / ājkal] bahut ām khāta hogā „Ramu o fi mâncat/mâncând multe mango [anul trecut / în zilele acestea];
- la imperfectiv progresiv (cu verbe exprimând acțiuni): rāmu [tab / ab] venis mẽ ghūm rahā hogā „Ramu s-o fi plimbat/plimbând prin Veneția [atunci / acum]”;
- la imperfectiv continuativ (cu verbe exprimând stări): rāmu [un dinõ / ājkal] das baje tak sotā rahtā hogā „Ramu o fi domit/dormind până la ora zece [în zilele acelea / în zilele acestea]”;
- la aspectul perfectiv: rāmu [kal / āj] zarūr venis gāyā hogā „Ramu o fi plecat/plecând sigur la Veneția [ieri / azi]”.

Când verbul honā „a fi” este folosit singur cu valoare de prezumtiv, nu este marcat niciun aspect: rāmu [tab / ab] venis mẽ hogā „Ramu o fi fost/o fi la Veneția [ieri / azi]”.
Este folosit și în construcții adversative: hogā vah paise vālā, mujhe kyā lenā-denā „O fi el bogat, dar pe mine asta nu mă interesează”.